# Trachelium halteratum
Trachelium halteratum là loài thực vật có hoa trong họ Hoa chuông. Loài này được (Bianca ex Ces., Pass. & Gibelli) Sandwith miêu tả khoa học đầu tiên năm 1940.